# Station Woodlesford
Woodlesford is een spoorwegstation van National Rail in Woodlesford, Leeds in Engeland. Het station is eigendom van Network Rail en wordt beheerd door Northern Rail. Het station is geopend in 1840.